# Craugastor pelorus
Craugastor pelorus là một loài ếch thuộc họ Craugastoridae. Đây là loài đặc hữu của México.
Môi trường sống tự nhiên của chúng là rừng ẩm vùng đất thấp nhiệt đới hoặc cận nhiệt đới, vùng núi ẩm nhiệt đới hoặc cận nhiệt đới, và sông có nước theo mùa.
Chúng hiện có khả năng đang bị đe dọa vì mất môi trường sống.